# Breonadia salicina
Breonadia salicina är en måreväxtart som först beskrevs av Vahl, och fick sitt nu gällande namn av Frank Nigel Hepper och John Richard Ironside Wood. Breonadia salicina ingår i släktet Breonadia och familjen måreväxter. Inga underarter finns listade i Catalogue of Life.